# ハゲイトウ
ハゲイトウ（葉鶏頭、中国語: 雁来紅、英語名："Chinese amaranth", "Chinese spinach", "Joseph's coat", "Summer-poinsettia", "Tampala"など、学名: Amaranthus tricolor）は、ヒユ科ヒユ属の一年草。アマランサスの1種である。主に食用品種をヒユ（莧）とも呼ぶが、アマランサスの食用品種の総称的に呼ぶこともある。学名の種小名 tricolor は、「三色の」を意味すする。

## 形態・生態
根はゴボウ状の直根。
茎は堅く直立し、草丈 80cm から 1.5m ぐらいになる。
葉は披針形で、初めは緑色だが、夏の終わり頃から色づきはじめ、上部から見ると中心より赤・黄色・緑になり、寒さが加わってくるといっそう色鮮やかになる。全体が紅色になる品種や、プランターなどで栽培できる矮性種もある。

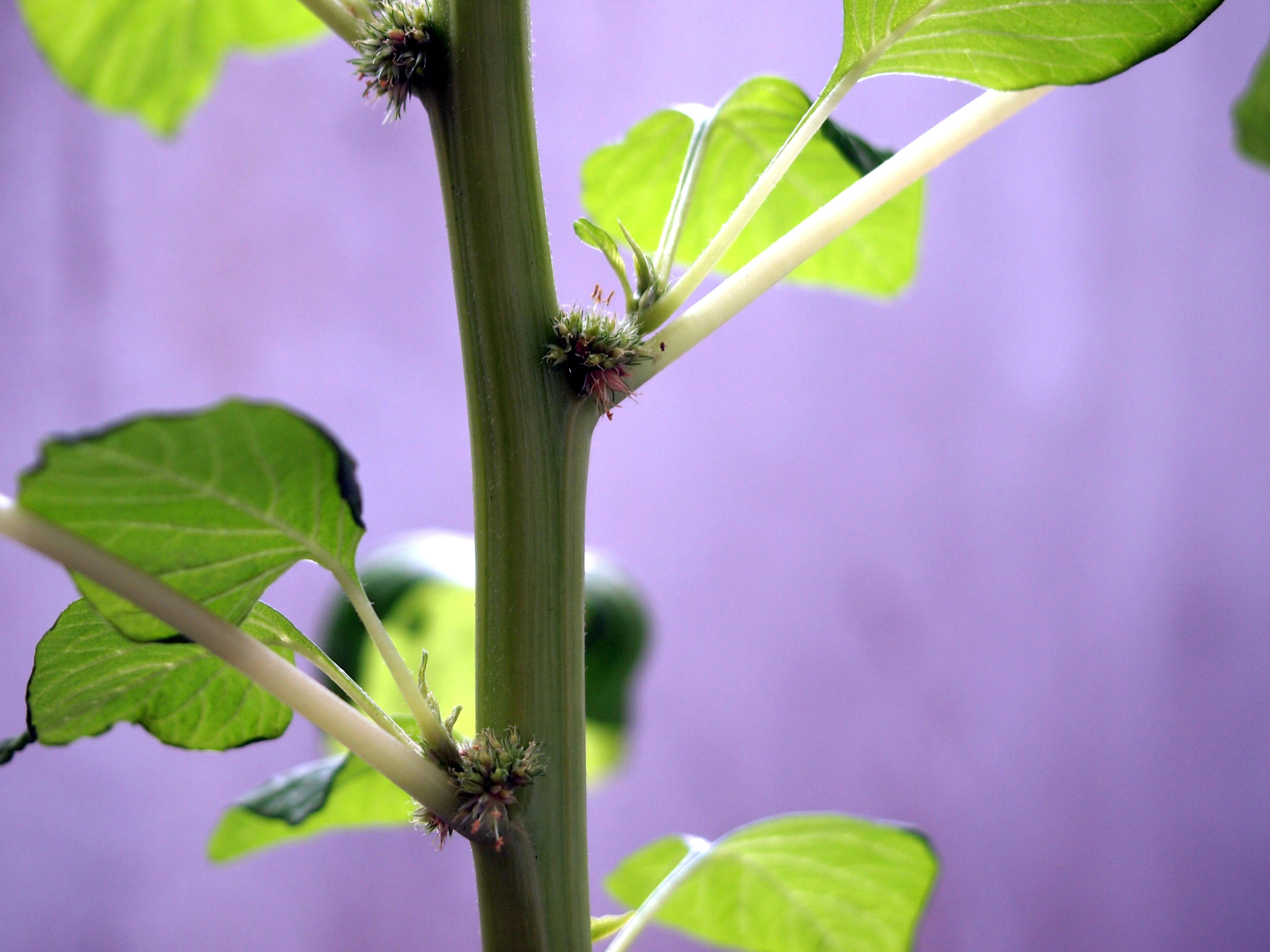
茎
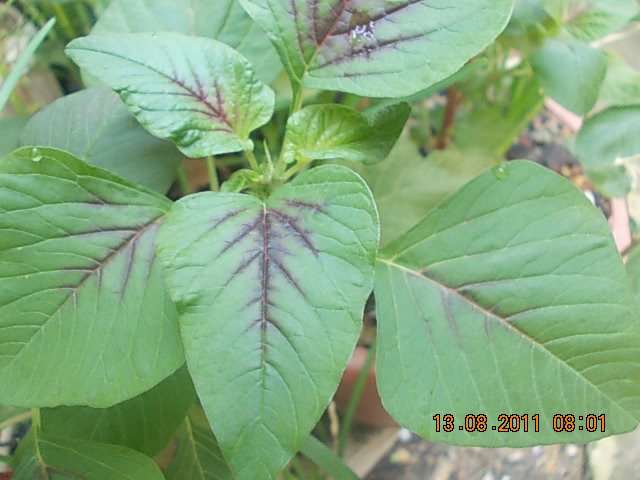
葉
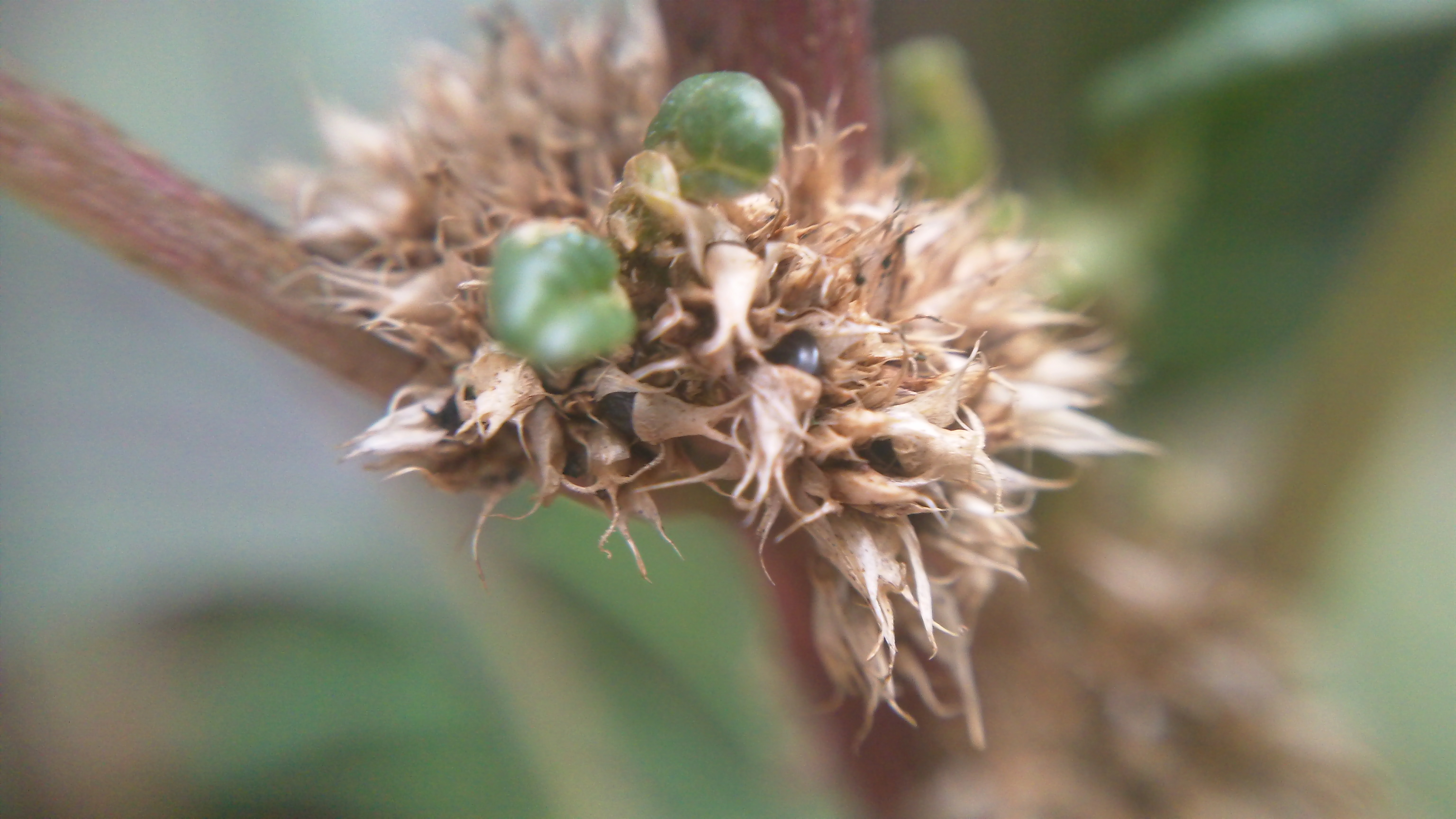
果実

## 分布
熱帯アジア原産。中国では宋時代には渡来しており、江戸時代初期には日本でも栽培されていた。
イギリスではエリザベス朝時代に愛好され、ジョン・ジェラードは「この花の美しさやすばらしさを描写することは私の技量を超えている」と絶賛した。19世紀でも高く評価されていたが、今日ではほとんど見かけない。

## 人間との関わり

### 名前について
雁が飛んでくるところに、葉が赤く色づくことから「雁来紅」とも呼ばれる。同じく葉が黄色になることから「雁来黄」の別名もある。
英名は「愛は血を流す」を意味する。また、別名の「Joseph's coat」は『旧約聖書』に登場するヨセフにヤコブが与えた多色の上着のことで、鮮やかな葉色をこの上着にたとえている。
フランスでは、「NUN'S SCOURGE（尼僧のたたり）」という。

### 利用
観葉植物として利用される。花壇の背景、農家の庭先を飾る植物として、広く栽培されている春まきの草花。種子は細かいが、発芽は比較的よく、こぼれ種でも生えるくらいである。排水と日当たりの良いところに4月下旬頃に直まきし、種子が見え隠れする程度に覆土する。